# Rymer van Nickelen
Rymer van Nickelen (* um 1690 in Haarlem; † nach 1740) war ein niederländischer Porträt-, Landschafts- und Tiermaler.

## Leben

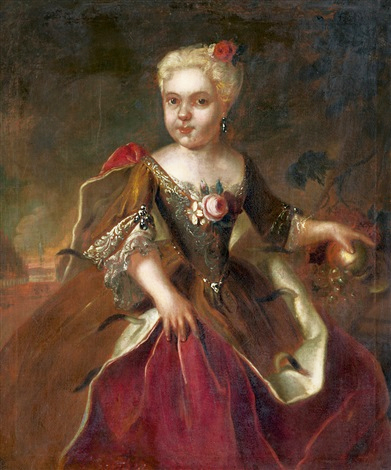
Kinderbildnis der Charlotte Prinzessin von Schwarzburg-Ebeleben (1732–1774), 1735

Rymer van Nickelen, Sohn des Landschaftsmalers Jan van Nickelen und dessen Ehefrau Hester van Wiert sowie Bruder der Blumen- und Früchtemalerin Jacoba Maria van Nickelen, trat 1721 als Hof- und Kabinettsmaler des Landgrafen Karl von Hessen in Kassel in Erscheinung, als er nach dem Tod seines Vaters dessen Prospektmalereien von Schloss- und Parkbauten vollendete und sie für Schloss Wilhelmsthal kopierte. Die letzten drei der acht Prospektansichten, heute im Bestand der Sammlung der Gemäldegalerie Alte Meister in Kassel, werden auf die Zeit zwischen 1727 und 1730 datiert. Noch 1739 lieferte er Tiermalereien für den Kasseler Hof. 1740 weilte er in Ansbach, wo er ein von Johann Kupetzky begonnenes Porträt vollendete.